# 博興路駅
座標: 北緯31度15分56秒 東経121度34分55秒 / 北緯31.26556度 東経121.58194度
博興路駅（はくこうろえき）は上海市浦東新区に位置する上海地下鉄6号線の駅である。

## 駅構造
- 相対式ホーム2面2線を有する地下駅。
- 駅構内は黄色を基調にしている。

## 歴史
- 2007年12月29日 - 開業。

## 隣の駅
上海軌道交通
■6号線
五蓮路駅 - 博興路駅 - 金橋路駅